# U-170
 U-170  — немецкая подводная лодка типа IXC/40, времён Второй мировой войны.
Заказ на постройку субмарины был отдан 15 августа 1940 года. Лодка была заложена на верфи судостроительной компании «Seebeck» в Бремене 21 мая 1941 года под строительным номером 709, спущена на воду 6 июня 1942 года, 19 января 1943 года под командованием капитан-лейтенанта Гюнтера Пфеффера вошла в состав учебной 4-й флотилии. 1 июня 1943 года вошла в состав 10-й флотилии. 1 ноября 1944 года вошла в состав 33-й флотилии. Лодка совершила 4 боевых похода, в которых потопила одно судно (4 663 брт). U-170 прослужила до конца войны и 23 мая 1945 года была переведена из норвежского Хортена в шотландский Лох Риэн. Была затоплена 30 ноября 1945 года в ходе операции «Дэдлайт» в районе с координатами 55°44′ с. ш. 7°53′ з. д..